# Silver Stadium
El Silver Stadium es un estadio de usos múltiples en la ciudad de Lilongüe, la capital del país africano de Malaui. Actualmente se utiliza sobre todo para los partidos de fútbol, comúnmente es la sede de Silver Strikers de la Primera División de Malaui (Malawi Premier Division). El estadio tiene una capacidad aproximada para recibir hasta 20 000 espectadores. 